# San Benedetto in Perillis
San Benedetto in Perillis – miejscowość i gmina we Włoszech, w regionie Abruzja, w prowincji L’Aquila.
Według danych na rok 2004 gminę zamieszkiwało 145 osób, 7,6 os./km².